# Шевченко (Скадовський район)
Шевче́нко — село в Україні, у Скадовській міській громаді Скадовського району Херсонської області. Населення становить 933 особи.

## Історія
Відповідно до Розпорядження Кабінету Міністрів України від 12 червня 2020 року № 726-р «Про визначення адміністративних центрів та затвердження територій територіальних громад Херсонської області» увійшло до складу Скадовської міської громади.
До 2020 орган місцевого самоврядування — Шевченківська сільська рада. В селі збудована нова церква св. Архистратига Михаїла УАПЦ.
24 лютого 2022 року село тимчасово окуповане російськими військами під час російсько-української війни.

## Населення
Згідно з переписом УРСР 1989 року чисельність наявного населення села становила 902 особи, з яких 430 чоловіків та 472 жінки.
За переписом населення України 2001 року в селі мешкали 933 особи.

### Мовний склад
Рідна мова населення за даними перепису 2001 року:
| Мова       | Чисельність, осіб | Доля     |
| ---------- | ----------------- | -------- |
| Українська | 859               | 92,07 %  |
| Російська  | 43                | 4,61 %   |
| Вірменська | 10                | 1,07 %   |
| Інше       | 21                | 2,25 %   |
| Разом      | 933               | 100,00 % |